# Samväldesspelen 2022
Samväldesspelen 2022 anordnades i Birmingham i England under perioden 28 juli till 8 augusti 2022. Totalt deltog över 6 500 idrottare och funktionärer från 72 nationer och territorier i spelen.
Birmingham blev den tredje engelska staden att arrangera spelen efter London 1934 och Manchester 2002.

## Förberedelser

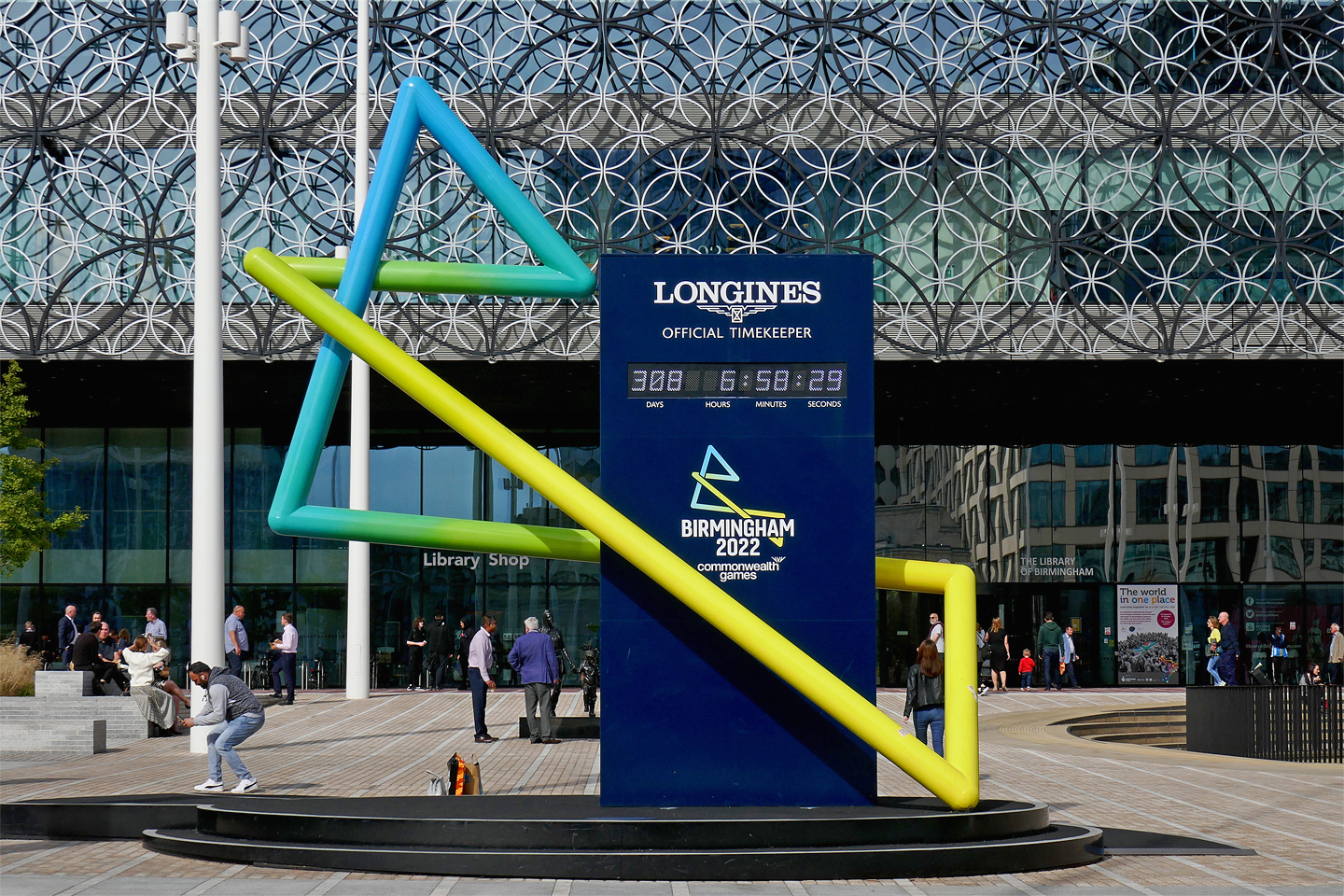
Nedräkningsklocka omgiven av spelens logo i skulpturform.

### Ansökningar
Sydafrikanska Durban valdes ursprungligen som värdstad, men i mars 2017 fråntogs staden rätten att arrangera spelen efter en lång rad missade deadlines och ekonomiska problem. När tidsgränsen för att lämna in nya ansökningar om att stå värd för samväldesspelen 2022 gick ut den 30 september 2017 var Birmingham den enda staden som lämnat in en ansökan. Commonwealth Games Federation bedömde dock ansökan som inte helt överensstämmande med kraven och bekräftade valet av Birmingham som värdstad först den 21 december 2017.

### Maskot
Som maskot för spelen valdes Perry, en tjur täckt av flerfäragde hexagoner. Perry uppkallades efter stadsdelen Perry Barr där arenan Alexander Stadium ligger. Designen baserades på ett tävlingsbidrag av tioåriga Emma Lou från Westhoughton.

## Medaljfördelning
Totalt delades 877 medaljer ut (280 guld, 282 silver och 315 brons). Av 72 deltagande nationer och territorier tog 43 minst en medalj och 26 minst ett guld. Australien vann medaljligan med 67 guldmedaljer och 178 medaljer sammanlagt.
  *   Värdnation
| Pl.    | Nation                 | Guld | Silver | Brons | Totalt |
| ------ | ---------------------- | ---- | ------ | ----- | ------ |
| 1      | Australien             | 67   | 57     | 54    | 178    |
| 2      | England*               | 57   | 66     | 53    | 176    |
| 3      | Kanada                 | 26   | 32     | 34    | 92     |
| 4      | Indien                 | 22   | 16     | 23    | 61     |
| 5      | Nya Zeeland            | 20   | 12     | 18    | 50     |
| 6      | Skottland              | 13   | 11     | 27    | 51     |
| 7      | Nigeria                | 12   | 9      | 14    | 35     |
| 8      | Wales                  | 8    | 6      | 14    | 28     |
| 9      | Sydafrika              | 7    | 9      | 11    | 27     |
| 10     | Malaysia               | 7    | 8      | 8     | 23     |
| 11     | Nordirland             | 7    | 7      | 4     | 18     |
| 12     | Jamaica                | 6    | 6      | 3     | 15     |
| 13     | Kenya                  | 6    | 5      | 10    | 21     |
| 14     | Singapore              | 4    | 4      | 4     | 12     |
| 15     | Trinidad och Tobago    | 3    | 2      | 1     | 6      |
| 16     | Uganda                 | 3    | 0      | 2     | 5      |
| 17     | Cypern                 | 2    | 3      | 6     | 11     |
| 18     | Pakistan               | 2    | 3      | 2     | 7      |
| 19     | Samoa                  | 1    | 4      | 0     | 5      |
| 20     | Barbados               | 1    | 1      | 1     | 3      |
| 20     | Kamerun                | 1    | 1      | 1     | 3      |
| 20     | Zambia                 | 1    | 1      | 1     | 3      |
| 23     | Bahamas                | 1    | 1      | 0     | 2      |
| 23     | Grenada                | 1    | 1      | 0     | 2      |
| 25     | Bermuda                | 1    | 0      | 1     | 2      |
| 26     | Brittiska Jungfruöarna | 1    | 0      | 0     | 1      |
| 27     | Mauritius              | 0    | 3      | 2     | 5      |
| 28     | Ghana                  | 0    | 2      | 3     | 5      |
| 29     | Fiji                   | 0    | 2      | 2     | 4      |
| 30     | Moçambique             | 0    | 2      | 1     | 3      |
| 31     | Sri Lanka              | 0    | 1      | 3     | 4      |
| 32     | Tanzania               | 0    | 1      | 2     | 3      |
| 33     | Botswana               | 0    | 1      | 1     | 2      |
| 33     | Guernsey               | 0    | 1      | 1     | 2      |
| 35     | Dominica               | 0    | 1      | 0     | 1      |
| 35     | Gambia                 | 0    | 1      | 0     | 1      |
| 35     | Papua Nya Guinea       | 0    | 1      | 0     | 1      |
| 35     | Saint Lucia            | 0    | 1      | 0     | 1      |
| 39     | Namibia                | 0    | 0      | 4     | 4      |
| 40     | Malta                  | 0    | 0      | 1     | 1      |
| 40     | Nauru                  | 0    | 0      | 1     | 1      |
| 40     | Niue                   | 0    | 0      | 1     | 1      |
| 40     | Vanuatu                | 0    | 0      | 1     | 1      |
| Totalt | Totalt                 | 280  | 282    | 315   | 877    |

## Sporter
Vid samväldesspelen 2022 tävlades det i 280 grenar i 20 sporter. För första gången vid ett större multisportevenemang fanns fler medaljgrenar för damer än för herrar, 136 respektive 134, det anordnades också ett rekordantal parasportgrenar (42 stycken).
Cricket återkom till spelen efter att tidigare ha varit med 1998, denna gång som Twenty20-turnering för damlag. Basket som spelats 2006 och 2018 var denna gång med i formatet 3x3 och rullstols-3x3. Judo återupptogs på spelens program för fjärde gången och sportskytte togs bort från programmet efter att ha varit med vid alla spel sedan 1970.
| 3x3-basket Badminton Beachvolleyboll Bordtennis Bowls Boxning Brottning | Cricket Cykelsport Friidrott Gymnastik Judo Landhockey Netball | Simsport Simhopp Simning Sjumannarugby Squash Triathlon Tyngdlyftning |

## Deltagande nationer
72 nationer och territorier deltog i samväldesspelen 2022.
| | | | |
| - Anguilla - Antigua och Barbuda - Australien - Bahamas - Bangladesh - Barbados - Belize - Bermuda - Botswana - Brittiska Jungfruöarna - Brunei - Caymanöarna - Cooköarna - Cypern - Dominica - England - Falklandsöarna - Fiji | - Gambia - Ghana - Gibraltar - Grenada - Guernsey - Guyana - Indien - Isle of Man - Jamaica - Jersey - Kamerun - Kanada - Kenya - Kiribati - Lesotho - Malawi - Malaysia - Maldiverna | - Malta - Mauritius - Moçambique - Montserrat - Namibia - Nauru - Nigeria - Niue - Nordirland - Norfolkön - Nya Zeeland - Pakistan - Papua Nya Guinea - Rwanda - Sankta Helena - Saint Kitts och Nevis - Saint Lucia - Saint Vincent och Grenadinerna | - Salomonöarna - Samoa - Seychellerna - Sierra Leone - Singapore - Skottland - Sri Lanka - Swaziland - Sydafrika - Tanzania - Tonga - Trinidad och Tobago - Turks- och Caicosöarna - Tuvalu - Uganda - Vanuatu - Wales - Zambia |